# Bitten (serial telewizyjny)
Bitten – serial science-fiction, dramatyczny emitowany od 11 stycznia 2014 roku przez kanadyjską stację Space. W USA był emitowany od 13 stycznia 2014 roku do 15 kwietnia 2016 roku przez SyFy. Serial jest adaptacją pierwszej części serii  „Women of the Otherworld” - „Bitten” autorstwa Kelley Armstrong.
22 maja 2014 roku, stacja Space Channel zamówił drugi sezon serialu

9 grudnia 2015 roku, stacja Space ogłosiła, że trzeci sezon był finałowy

## Fabuła
Serial skupia się wokół życia Eleny Michaels, która prowadzi szczęśliwe życie nastolatki. Jedno dziwne wydarzenie zmienia jej całe dotychczasowe życie. Zostaje niewinnie ugryziona, staje się wilkołakiem, który musi chronić swoją watahę. Po kilku latach Elena wraca do Toronto, pracuje jako fotografka. Stara się żyć normalnie, ale w mieście zaczyna dochodzić do dziwnych morderstw wilkołaków z jej watahy.

## Obsada
- Laura Vandervoort jako Elena Michaels[4]
- Greyston Holt jako Clayton Danvers[5]
- Greg Bryk jako Jeremy Danvers[5]
- Paul Greene jako Philip McAdams[5]
- Natalie Brown jako Diane McAdams[5]
- Pascal Langdale jako Karl Marsten[5]
- Steve Lund jako Nick Sorrentino[5]
- Michael Xavier jako Logan Jonsen[5]
- Genelle Williams jako Rachel Sutton[5]
- Michael Luckett jako Daniel Santos[5]
- Fiona Highet jako Karen Morgan - szeryf[5]
- Curtis Caravaggio jako Thomas Leblanc[5]
- Paulino Nunes jako Antonio Sorrentino[5]
- Patrick Garrow jako Victor Olson[5]
- Noah Danby jako Zachary Cain[5]
- Joel Keller jako Peter Myers .[5]

## Odcinki
| Sezon | Sezon | Odcinki | Premiera w Kanadzie | Premiera w Kanadzie | Premiera w Polsce           | Premiera w Polsce           | Premiera w Polsce           |
| Sezon | Sezon | Odcinki | Premiera w Kanadzie | Premiera w Kanadzie | Dostęp VOD (Netflix Polska) | Emisja telewizyjna (Sci Fi) | Emisja telewizyjna (Sci Fi) |
| Sezon | Sezon | Odcinki | Premiera sezonu     | Finał sezonu        | Dostęp VOD (Netflix Polska) | Premiera sezonu             | Finał sezonu                |
| ----- | ----- | ------- | ------------------- | ------------------- | --------------------------- | --------------------------- | --------------------------- |
|       | 1     | 13      | 1 stycznia 2014     | 5 kwietnia 2014     | 7 października 2018         | 13 marca 2023               | 29 marca 2023               |
|       | 2     | 10      | 7 lutego 2015       | 11 kwietnia 2015    | 7 października 2018         | 30 marca 2023               | 12 kwietnia 2023            |
|       | 3     | 10      | 12 lutego 2016      | 15 kwietnia 2016    | 7 października 2018         | 12 kwietnia 2023            | 26 kwietnia 2023            |